# Bayer 04 Leverkusen Fußball 2018-2019 (femminile)
Questa voce raccoglie le informazioni riguardanti il Bayer 04 Leverkusen Fußball nelle competizioni ufficiali della stagione 2018-2019.

## Divise e sponsor
|  | Casa | Trasferta | Terza tenuta |

## Rosa
Rosa, ruoli e numeri di maglia come da sito ufficiale., aggiornati al 6 ottobre 2018.
| N. |                     | Ruolo | Calciatrice        |
| -- | ------------------- | ----- | ------------------ |
| 1  | Germania (bandiera) | P     | Anna Klink         |
| 2  | Germania (bandiera) | D     | Frederike Kempe    |
| 3  | Germania (bandiera) | D     | Melissa Friedrich  |
| 5  | Germania (bandiera) | C     | Pauline Wimmer     |
| 6  | Germania (bandiera) | D     | Henrike Sahlmann   |
| 7  | Germania (bandiera) | D     | Jessica Wich       |
| 9  | Germania (bandiera) | C     | Merle Barth        |
| 10 | Germania (bandiera) | C     | Madeline Gier      |
| 11 | Germania (bandiera) | A     | Lena Uebach        |
| 13 | Germania (bandiera) | C     | Isabel Kerschowski |
| 14 | Ungheria (bandiera) | C     | Henrietta Csiszár  |
| 14 | Germania (bandiera) | D     | Juliane Wirtz      |
| 16 | Germania (bandiera) | A     | Anne Hopfengärtner |

| N. |                       | Ruolo | Calciatrice                 |
| -- | --------------------- | ----- | --------------------------- |
| 17 | Danimarca (bandiera)  | D     | Louise Ringsing             |
| 18 | Germania (bandiera)   | A     | Gianna Rackow               |
| 19 | Germania (bandiera)   | C     | Laura Radke                 |
| 20 | Germania (bandiera)   | C     | Katharina Prinz             |
| 21 | Germania (bandiera)   | A     | Barbara Reger               |
| 22 | Portogallo (bandiera) | D     | Ana Cristina Oliveira Leite |
| 23 | Germania (bandiera)   | C     | Karoline Heinze             |
| 25 | Germania (bandiera)   | A     | Ivana Rudelić               |
| 29 | Germania (bandiera)   | P     | Laura Sieger                |
| 30 | Germania (bandiera)   | A     | Ann-Kathrin Vinken          |
| 31 | Germania (bandiera)   | A     | Elisabeth Mayr              |
| 38 | Germania (bandiera)   | D     | Hannah Scheffler            |

## Calciomercato

### Sessione estiva
| Acquisti | Acquisti                    | Acquisti         | Acquisti   |
| R.       | Nome                        | da               | Modalità   |
| -------- | --------------------------- | ---------------- | ---------- |
| P        | Laura Sieger                | Colonia II       | definitivo |
| D        | Isabel Kerschowski          | Wolfsburg        | definitivo |
| D        | Hannah Scheffler            | Colonia          | definitivo |
| D        | Ann-Kathrin Vinken          | Colonia          | definitivo |
| D        | Juliane Wirtz               | Colonia          | definitivo |
| C        | Ana Cristina Oliveira Leite | Sporting Lisbona | definitivo |
| C        | Karoline Heinze             | Jena             | definitivo |
| C        | Ivana Rudelić               | Jena             | definitivo |
| A        | Anne Hopfengärtner          | Colonia          | definitivo |
| A        | Elisabeth Mayr              | Bayern Monaco II | definitivo |
| A        | Laura Radke                 | SGS Essen        | definitivo |

| Cessioni | Cessioni       | Cessioni    | Cessioni   |
| R.       | Nome           | a           | Modalità   |
| -------- | -------------- | ----------- | ---------- |
| P        | Hanna De Haan  | Grasshopper | definitivo |
| C        | Lara Hess      | Colonia     | definitivo |
| C        | Lara Plastwich | Berghofen   | definitivo |

### Sessione invernale
| Acquisti | Acquisti            | Acquisti         | Acquisti   |
| R.       | Nome                | da               | Modalità   |
| -------- | ------------------- | ---------------- | ---------- |
| P        | Anna Wellmann       | Bayern Monaco II | definitivo |
| C        | Sandra María Jessen | Þór/KA           | definitivo |

| Cessioni | Cessioni           | Cessioni            | Cessioni                       |
| R.       | Nome               | a                   | Modalità                       |
| -------- | ------------------ | ------------------- | ------------------------------ |
| A        | Anne Hopfengärtner | Bayer Leverkusen II | aggregata alla squadra riserve |

## Risultati

### Frauen-Bundesliga

#### Girone di andata
| Arbitro: | Heimann (Gladbeck) |

|         |           | |
| Wich 9’ | Marcatori | 12’ Däbritz 29’ Roord 43’ Islacker 54’ Lohmann 61’ Däbritz 66’ Schweers 71’ (rig.) Magull 78’ Maier 80’ Rolser 87’ (aut.) Ringsing |

| Arbitro: | Wildfeuer (Lubecca) |

|  |           |           |
|  | Marcatori | 28’ Reger |

| Arbitro: | Westerhoff (Bochum) |

|  |           |                           |
|  | Marcatori | 31’, 42’ Gwinn 80’ Wieder |

| Arbitro: | Schwermer (Rieder) |

|                                                        |           |                                             |
| Wahlen 9’ Busshuven 29’ Oppedisano 62’ Bogenschütz 71’ | Marcatori | 63’, 74’ Mayr 85’ (rig.) Barth 90+1’ Uebach |

| Arbitro: | Diekmann (Dortmund) |

|                                                    |           |  |
| Leticia Santos de Oliveira 28’ Blagojević 52’, 58’ | Marcatori |  |

| Arbitro: | Rafalski (Baunatal) |

|                                          |           |             |
| Rudelić 25’ Uebach 25’, 85’ Sahlmann 58’ | Marcatori | 50’ Rolston |

| Arbitro: | Heimann (Gladbeck) |

|                                                                |           |  |
| Harder 1’, 66’ Minde 35’ Pajor 44’, 50’, 61’ Gunnarsdóttir 59’ | Marcatori |  |

| Arbitro: | Heidenreich (Bad Schwartau) |

|  |           |                                     |
|  | Marcatori | 32’ Pankratz 54’ Billa 89’ Lattwein |

| Arbitro: | Wildfeuer (Lubecca) |

|                                                 |           |  |
| Petermann 17’ Sieger 45+2’ (aut.) Prašnikar 53’ | Marcatori |  |

| Arbitro: | Wozniak (Herne) |

|  |           |                                         |
|  | Marcatori | 15’ Feiersinger 39’ Freigang 64’ Gidion |

| Arbitro: | Rafalski (Baunatal) |

|                                                         |           |  |
| Oberdorf 33’, 46’ Schüller 58’ Hegering 73’ Freutel 74’ | Marcatori |  |

#### Girone di ritorno
| Arbitro: | Weigelt (Lipsia) |

|                                                                                        |           |  |
| Islacker 30’, 34’, 60’ Magull 48’ Däbritz 57’ Schweers 65’ Beerensteyn 77’ Rolfö 90+1’ | Marcatori |  |

| Arbitro: | Söder (Ingolstadt) |

|             |           |  |
| Rudelić 12’ | Marcatori |  |

| Arbitro: | Weigelt (Lipsia) |

|                                                                 |           |  |
| Beck 12’, 62’ Starke 28’ Van Lunteren 30’ Schiewe 72’ Gwinn 80’ | Marcatori |  |

| Arbitro: | Kunkel (Amburgo) |

|                                   |           |  |
| Rudelić 15’ Sahlmann 39’ Mayr 81’ | Marcatori |  |

| Arbitro: | Schwermer (Rieder) |

|            |           |              |
| Jessen 83’ | Marcatori | 52’ Van Bonn |

| Arbitro: | Söder (Ingolstadt) |

|             |           |  |
| Hoppius 83’ | Marcatori |  |

| Arbitro: | Wacker (Lehrensteinsfeld) |

|  |           |                                                 |
|  | Marcatori | 9’, 19’, 54’ Pajor 45’ Graham Hansen 61’ Harder |

| Arbitro: | Diekmann (Dortmund) |

|                                              |           |                             |
| Rall 19’, 47’, 79’, 90’ Billa 40’ Dongus 67’ | Marcatori | 7’ Rudelić 24’ (rig.) Barth |

| Arbitro: | Söder (Ingolstadt) |

|               |           |              |
| Rudelić 90+2’ | Marcatori | 6’ Prašnikar |

| Arbitro: | Joos (Leinfelden-Echterdingen) |

|                                                       |           |                         |
| Freigang 18’ Pawollek 42’ Feiersinger 53’ Störzel 76’ | Marcatori | 23’ Rudelić 75’ Csiszár |

| Arbitro: | Michel (Gau-Odernheim) |

|                  |           |                |
| Csiszár 71’, 81’ | Marcatori | 45+2’ Oberdorf |

### DFB-Pokal der Frauen
| Arbitro: | Hanf (Stein) |

|  |           |                                 |
|  | Marcatori | 14’, 41’, 61’ Sahlmann 39’ Mayr |

| Arbitro: | Breier (Konz) |

|                |           |                   |
| Grünheid 90+2’ | Marcatori | 12’ Gier 60’ Mayr |

| Arbitro: | Derlin (Bad Schwartau) |

|             |           |                                                          |
| Rudelić 46’ | Marcatori | 30’ Dongus 39’, 59’, 84’ Waßmuth 47’ Billa 60’, 70’ Rall |

## Statistiche

### Statistiche di squadra
| Competizione         | Punti | In casa | In casa | In casa | In casa | In casa | In casa | In trasferta | In trasferta | In trasferta | In trasferta | In trasferta | In trasferta | Totale | Totale | Totale | Totale | Totale | Totale | DR  |
| Competizione         | Punti | G       | V       | N       | P       | Gf      | Gs      | G            | V            | N            | P            | Gf           | Gs           | G      | V      | N      | P      | Gf     | Gs     | DR  |
| -------------------- | ----- | ------- | ------- | ------- | ------- | ------- | ------- | ------------ | ------------ | ------------ | ------------ | ------------ | ------------ | ------ | ------ | ------ | ------ | ------ | ------ | --- |
| Frauen-Bundesliga    | 18    | 11      | .       | .       | .       | .       | .       | 11           | .            | .            | .            | .            | .            | 22     | 5      | 3      | 14     | 22     | 75     | -53 |
| DFB-Pokal der Frauen | -     | 1       | 0       | 0       | 1       | 1       | 7       | 2            | 2            | 0            | 0            | 6            | 1            | 3      | 2      | 0      | 1      | 7      | 8      | -1  |
| Totale               | -     | 12      | .       | .       | .       | .       | .       | 13           | .            | .            | .            | .            | .            | 25     | 7      | 3      | 15     | 29     | 83     | -54 |

### Andamento in campionato
| Giornata  | 1  | 2 | 3  | 4 | 5  | 6 | 7  | 8  | 9  | 10 | 11 | 12 | 13 | 14 | 15 | 16 | 17 | 18 | 19 | 20 | 21 | 22 |
| --------- | -- | - | -- | - | -- | - | -- | -- | -- | -- | -- | -- | -- | -- | -- | -- | -- | -- | -- | -- | -- | -- |
| Luogo     | C  | T | C  | T | T  | C | T  | C  | T  | C  | T  | T  | C  | T  | C  | C  | T  | C  | T  | C  | T  | C  |
| Risultato | P  | V | P  | N | P  | V | P  | P  | P  | P  | P  | P  | V  | P  | V  | N  | P  | P  | P  | N  | P  | V  |
| Posizione | 12 | 8 | 10 | 9 | 10 | 9 | 10 | 10 | 10 | 10 | 10 | 11 | 10 | 11 | 9  | 10 | 10 | 11 | 11 | 11 | 11 | 10 |

Legenda:

Luogo: C = Casa; T = Trasferta. Risultato: V = Vittoria; N = Pareggio; P = Sconfitta.

### Statistiche delle giocatrici
| Giocatore  | Frauen-Bundesliga | Frauen-Bundesliga | Frauen-Bundesliga | Frauen-Bundesliga | DFB-Pokal der Frauen | DFB-Pokal der Frauen | DFB-Pokal der Frauen | DFB-Pokal der Frauen | Totale   | Totale | Totale      | Totale     |
| Giocatore  | Presenze          | Reti              | Ammonizioni       | Espulsioni        | Presenze             | Reti                 | Ammonizioni          | Espulsioni           | Presenze | Reti   | Ammonizioni | Espulsioni |
| ---------- | ----------------- | ----------------- | ----------------- | ----------------- | -------------------- | -------------------- | -------------------- | -------------------- | -------- | ------ | ----------- | ---------- |
| M. Barth   | 19                | 2                 | 1                 | 0                 | 2                    | 0                    | 0                    | 0                    | 21       | 2      | 1           | 0          |
| H. Csiszár | 21                | 3                 | 3                 | 0                 | 2                    | 0                    | 0                    | 0                    | 23       | 3      | 3           | 0          |